# Keizo Imai
Keizo Imai (今井 敬三, Imai Keizo, Kyoto, 19 november 1950) is een Japans voormalig voetballer die als verdediger speelde.

## Clubcarrière
In 1969 ging Imai naar de Doshisha University, waar hij in het schoolteam voetbalde. Nadat hij in 1973 afstudeerde, ging Imai spelen voor Towa Real Estate, de voorloper van Fujita Industries. Met deze club werd hij in 1977 en 1979 kampioen van Japan. Imai veroverde er in 1977 en 1979 de Beker van de keizer. In 8 jaar speelde hij er 139 competitiewedstrijden en scoorde 3 goals. Imai beëindigde zijn spelersloopbaan in 1980.

## Japans voetbalelftal
Keizo Imai debuteerde in 1974 in het Japans nationaal elftal en speelde 29 interlands.

## Statistieken
| Japans voetbalelftal | Japans voetbalelftal | Japans voetbalelftal |
| Jaar                 | Wed.                 | Dlp.                 |
| -------------------- | -------------------- | -------------------- |
| 1974                 | 1                    | 0                    |
| 1975                 | 0                    | 0                    |
| 1976                 | 0                    | 0                    |
| 1977                 | 2                    | 0                    |
| 1978                 | 13                   | 0                    |
| 1979                 | 9                    | 0                    |
| 1980                 | 4                    | 0                    |
| Totaal               | 29                   | 0                    |